# 주경복
주경복(朱璟福, 1950년 9월 29일 원주 ~ )은 대한민국의 교육자로 현 건국대학교 교수이다.
강원도 원주 출신으로 1969년 원주고등학교를 졸업하고, 1977년 한국외국어대학교 프랑스어과를 졸업한 뒤에, 1978-1979년 대한항공에 근무하다가 1979년 10월 프랑스 파리 5대학교 언어과학 전공 3년차 과정 (Licence)에 편입하였다. 파리 5대학에서 학부과정을 다시 미치고 학사 학위를 받은 뒤에 이어서 석사 과정을 마치고 학위를 받았다. 이어서 박사 과정(DEA)을 거친 뒤에 1986년 11월 파리제5대학교대학원에서 언어과학 박사 학위 논문 심사에 통과함으로써 박사 학위를 취득하였다. 그 뒤 귀국하여 1987년 봄부터 대학에서 강의를 맡아왔다. 건국대, 중앙대, 한국외대, 성신여대, 홍익대, 서울대, 이화여대 등에서 언어철학, 커뮤니케이션, 인문사상, 사회비평, 문화이론, 프랑스어 등을 강의하였다. 1988년 3월부터 현재까지 건국대학교 교수로 재직 중이다. 현재 소속 전공은 커뮤니케이션학이다.

## 주요 경력

### 학회 활동
프랑스 학회 회장, 한국문화커뮤니케이션학회 회장, 한국교육정책이론연구회 회장, 한국불어불문학회 부회장 등을 역임했다.

### 사회활동
전국교수회 회장, 교육개혁시민운동연대 운영위원장 및 대표, 전국사립대학교수협의회 회장, 민주화를 위한 전국교수협의회 상임의장 등을 역임했고, 2007년부터 사학분쟁조정위원회 위원, 2007년부터 학교법인 지산학원 이사, 2007년부터 미래교육정책연구소 소장 등으로 활동하고 있다.

### 교육감 선거
2008년 7월 30일 서울특별시 교육감선거에서 후보로 출마하였다. 시민사회단체의 추대를 받았다. 100여개가 넘는 시민사회 단체와 천인이 넘는 사회저명인사들이 지지를 표명하였다. 그는 이명박 정부에서 국민적 합의 없이 밀어부치려는 자립형 사립고등학교 설립, 고교등급제 실시, 초등학교 일제고사 및 사설고사 실시, 0교시 수업과 강제자율학습 실시 등에 반대하면서 사교육비 절감(년간 147만원), 방과후 맞춤형 보육제도, 대안형 공립학교 운영, 교육복지특별지원구역 지정, 공립유치원 확대 및 사립유치원 지원 강화, 건강한 학교 급식제도 등을 공약으로 내세웠고, 체벌금지와 촌지 및 불법찬조금 금지, 교육장의 업무추진비 공개, 학부모민원센터, 부적격교사 레드카드제, 학부모-학생-평교사-시민 등이 참여하는 서울교육개혁 시민위원회 운영 등도 공약으로 내걸었다. 선거법의 규정 때문에 자체 후보를 내세우지 못한 민주노동당, 진보신당, 통합민주당 등의 야권과 전국교직원노동조합도 주경복 후보를 지지하였다.
2008년 7월 30일 투표율 15.5%를 기록한 첫 직선제 선거에서 공정택 후보에게 1.7% 뒤진 38.31%의 지지율로 패배하였다.
2009년 4월 24일 한겨레신문은 서울중앙지검 공안1부가 2007년 주경복 후보를 조사하면서 전국교직원노동조합 서울시지부 간부 등 100여명의 전자우편을 일부 7년치까지 확보해 조사한 것을 보도했다. 송 지부장 등이 최종 7년치 이-메일을 압수수색하여 이를 증거자료로 삼은 것에 대해서 신청한 위헌심판청구에 대해서는 이유 없다며 이를 기각했다.
2009년 9월 24일 서울중앙지법 형사합의21부(판장 김용상 부장판사)는 오후 3시 대법정 417호에서 진행된 선고를 통하여 주 후보의 혐의를 인정하여 벌금 300만 원을 선고했다. 같이 기소된 송원재 전교조 서울지부장 등 현직 교사들에게도 전원 유죄를 선고했다. 회계 담당자였던 이모 교사(해직교사)에게는 징역 1년에 집행유예 2년, 송 지부장과 김모 사무처장에 대해서는 징역 8월에 집행유예 2년을 선고했다. 또 다른 서울지부 간부들인 이모 부지부장 등 4명에게는 벌금 250만 원을 선고하였다. 또한 당시 지회장이었던 이모 교사와 김모 교사에게도 벌금 150만 원을 선고하고, 나머지 13명의 교사들에게는 벌금 80만 원을 선고하였다. 윤모 해직교사만 유일하게 무죄를 선고했다. 이로써 재판부는 현직 교사 8명을 비롯하여 10명이 공무원 당연퇴직에 해당하는 형의 선고했다.

## 주요 작품

### 저서
- 《레비스트로스》(건국대학교출판부, 1996)
- 《프랑스와 언어 이론》(어문학사, 1996)
- 《프랑스말글짓기》(만남, 1995)

### 번역서
- 《인간 불평등 기원론》 2003
- 《언어 기원에 관한 시론》2002
- 《소쉬르의 현대적 이해》 1998

### 주요논문
- 《프랑스 국립학술연구원(CNRS)에 관한 연구》 2007
- 《기호 분석에서 내용과 표현의 관계》2002
- 《인문학의 패러다임에서 구조와 주체의 관계》 1998